# 文学研究科
文学研究科（ぶんがくけんきゅうか、英称：The Graduate School of Letters）は、日本の大学院研究科のうち、文学に関する高度な教育および研究を行う機構の1つである。具体的な研究分野については文学部も参照。人文科学研究科や人文社会科学研究科や人文社会系研究科とも研究分野は重なることが多い。

## 概要
主に文学部または人文学部の上位に連続した形で設置され、博士前期課程（修士課程）および博士後期課程（博士課程）あるいはそれに相当する課程で構成される。学位は、修士課程は修士（文学）を、博士課程は博士（文学）を修めることができる。包摂する領域を掲げる研究科、専攻またはコースは、それに相当する専攻名称等に応じた学位を修める。

## 文学研究科を置く大学
| - 北海道大学 - 東北大学 - 名古屋大学 - 京都大学 - 大阪大学 - 広島大学 | - 群馬県立女子大学 - 都留文科大学 - 京都府立大学 - 大阪市立大学 - 福岡女子大学 - 熊本県立大学 |

### 私立
| 北海道・東北 - 北星学園大学 - 北海学園大学 - 弘前学院大学 - 東北学院大学 関東 - 茨城キリスト教大学 - 青山学院大学 - 慶應義塾大学 - 國學院大學 - 実践女子大学 - 上智大学 - 昭和女子大学 - 白百合女子大学 - 成蹊大学 - 成城大学 - 聖心女子大学 - 創価大学 - 大正大学 - 大東文化大学 - 玉川大学 - 中央大学 - 津田塾大学 - 帝京大学 - 東洋大学 - 二松學舎大学 - 日本大学 - 日本女子大学 - 明治大学 - 明治学院大学 - 武蔵野大学 - 立教大学 - 立正大学 - 早稲田大学 - 関東学院大学 - 専修大学 - 鶴見大学 - 東海大学 | 中部 - 愛知大学 - 愛知学院大学 - 愛知淑徳大学 - 金城学院大学 - 中京大学 - 同朋大学 - 皇學館大学 近畿 - 大谷大学 - 京都女子大学 - 京都橘大学 - 同志社大学 - 同志社女子大学 - 花園大学 - 佛教大学 - 立命館大学 - 龍谷大学 - 追手門学院大学 - 大阪大谷大学 - 関西大学 - 梅花女子大学 - 桃山学院大学 - 関西学院大学 - 神戸松蔭女子学院大学 - 神戸女学院大学 - 神戸女子大学 - 武庫川女子大学 - 奈良大学 - 高野山大学 中国・四国 - ノートルダム清心女子大学 - 安田女子大学 - 梅光学院大学 - 四国大学 - 徳島文理大学 九州・沖縄 - 西南学院大学 - 活水女子大学 - 別府大学 |